# Bonjeania argentea
Bonjeania argentea är en tvåvingeart som beskrevs av Shaun L. Winterton 2007. Bonjeania argentea ingår i släktet Bonjeania och familjen stilettflugor. Inga underarter finns listade.